# رون هوفر
رون هوفر هو لاعب هوكي الجليد كندي، ولد في 28 أكتوبر 1966 في أوكفيل في كندا.

## وصلات خارجية
- رون هوفر على موقع دوري الهوكي الوطني (الإنجليزية)
- رون هوفر على موقع EliteProspects.com (الإنجليزية)
- رون هوفر على موقع HockeyDB.com (الإنجليزية)
- رون هوفر على موقع Hockey-Reference.com (الإنجليزية)